# Армиёво (могильник)
Армиёвские могильники — археологические памятники древнемордовской культуры эпохи раннего средневековья у села Армиёво Шемышейского района Пензенской области.

## 1-й Армиёвский могильник
1-й Армиёвский могильник (5—7 вв.) — в 4,5 км к западу от села. Археологи П. С. Рыков (1926—27), М. P. Полесских (1960—61, 1969) исследовали 239 захоронений в грунтовых ямах. Большая часть умерших лежала на спине, головой на юг и юго-запад. В некоторых могилах сохранилась лубяная подстилка или обкладка. Имеются кремированные и вторичные захоронения, кенотафы. Многочисленные находки (орудия труда, оружие, предметы быта, украшения и т. д.) дают представление о материальной культуре древней мордвы. Армиёвское население генетически связывают с древней мордвой, оставившей могильники типа Селиксенского и Селикса-Трофимовского и, в свою очередь, положившей начало формированию субкультуры мордвы-мокши.

## 2-й Армиёвский могильник
2-й Армиёвский могильник (9—11 вв.) — в 2,5 км к востоку от села; курганно-грунтовый. При исследованиях 1926—27 (Рыков), 1960, 1969, 1971 (Полесских), 1980—86 (А. Х. Халиков) изучено около 300 грунтовых захоронений и 15 курганов (большая часть курганов была уже уничтожена открывшимся здесь в 1978 году карьером). Наряду с типичными для древней мордвы предметами (лепные глиняные сосуды, височные подвески с бипирамидальным грузиком, сюлгамы и др.) в курганах найдены остатки полусгоревших деревянных сооружений в виде многоугольного шатра с надмогильным помостом, что выделяет 2-й Армиёвский могильник среди других мордовских памятников. Зафиксированы также широтная ориентация могил, большое количество вторичных захоронений, наличие в могилах костей лошади и КРС, части инвентаря в боковых нишах и над могилой. Среди находок — бронзовое китайское зеркало, серебряные наглазники (характерны для древних венгров), оружие, конское снаряжение, богатые поясные украшения и др.

## Источник
- Энциклопедия Мордовия, В. Н. Шитов.